# Haumania
Haumania é um género botânico pertencente à família Marantaceae.